# 미국 육군 기초군사훈련소
미국 육군 기초군사훈련소(영어: United States Army Center for Initial Military Training (USACIMT))는 미국 육군의 기초 훈련을 관장하는 센터이다. 육군 소장이 소장에 임명된다. 표어는 "The strength of the nation".
기초군사훈련소는 국회법의 재정에 의거하여 2009년 9월 24일에 조직되었다. 기초훈련 혹은 기초전투훈련으로 잘 알려진 초기진입훈련 과정을 감독하며, 기초전투훈련 매년 15만명을 민간 지원자를 훈련하여 병사나 장교로 탈바꿈하고 있다.

## 구조

### 지휘부
- 기초군사훈련소 소장

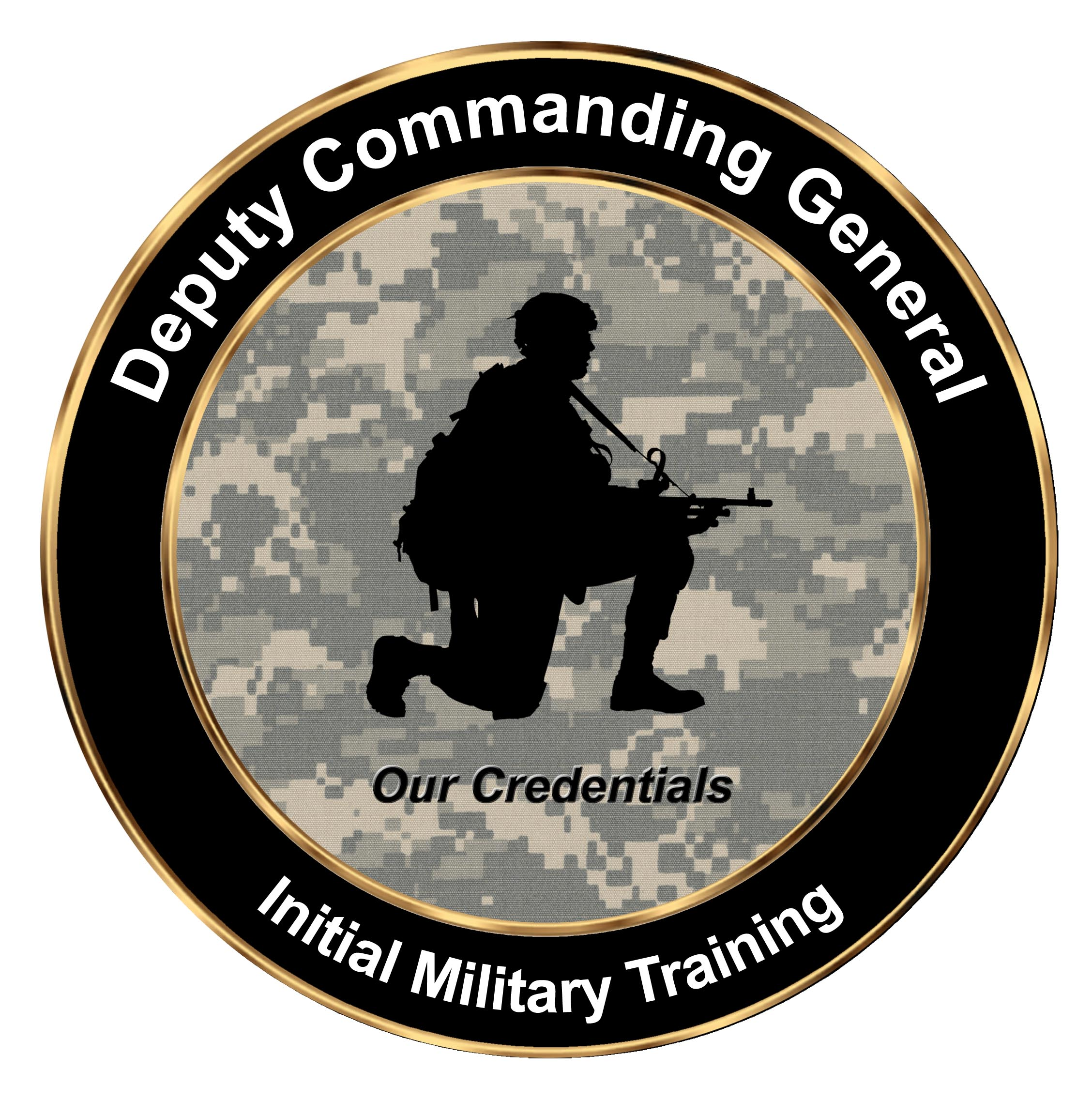
부사령관의 로고

- 훈련교리사령부 및 기초군사훈련소 부소장 (TRADOC DCG-IMT)
- 참모장 CoS Staff
- Command IG
- 참모 심사대변인 (Staff Judge Advocate)

### 참모부
- G-1/4/8
- G-3/5/7
- G-2
- G-6
- 육군 예비군 참모부장 (대령) (DCoS USAR)
- 육군 국가방위대 참모부장 (DCoS ARNG)
- G-10 (대령)
- 공보부
- 군종

### 예하부대
- 지도자훈련여단 (LTB)
  - 기초 군사 지도력 훈련학교

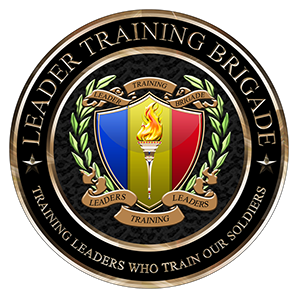
지도자훈련여단 (LTB)의 앰블럼

  - 체력단련학교, 육군전투체력측정 (ACFT)
  - 미국 육군 재활전문가학교 (Master Resiliency)
  - Proponent Development & Integration Division→제안개발 및 통합부
  - 미국 육군 학생분견대
  - 태스크포스 마셜
- 교관학교
- 포트 잭슨 육군훈련소
  - 제165보병여단
  - 제193보병여단
- 제108사단 (OPCON)
  - 제95사단
  - 제98사단
  - 제104사단

### 감독부대
아래의 기초군사훈련여단에 대한 기초군사훈련 정책을 감독한다.
- 제1공병여단 (공병학교)
- 제3화학여단 (CBRN학교)
- 제14군사경찰여단 (육군군사경찰학교)
- 제15통신여단 (통신학교)
- 제23병참여단 (병참학교/수송학교)
- 제30방공포병여단  (방공포병학교)
- 제32의무여단 (의무부센터학교)
- 제59병기여단 (병기학교)
- 제111군사정보여단 (정보 CoE)
- 제428야전포병여단 (야전포병학교)
- 제434야전포병여단 (야전포병학교)
- 제128항공여단 (항공 CoE)
- 제165보병여단 (보병학교)
- 제194기갑여단 (기갑학교)
- 제193보병여단 (보병학교)
- 제198보병여단 (보병학교)
- 제199보병여단 (보병학교)

## 참고
1. ↑  “USACIMT History & Function” (영어). U.S. Army Center for Initial Military Training Public Affairs Office. 2020년 12월 7일에 원본 문서에서 보존된 문서. 2020년 10월 29일에 확인함.